# Lijst van nummer 1-hits in Australië in 2016
Deze hits stonden in 2016 op nummer 1 in de ARIA Charts, de bekendste hitlijst in Australië.
| Datum        | Artiest                              | Titel                     |
| ------------ | ------------------------------------ | ------------------------- |
| 3 januari    | Justin Bieber                        | Love Yourself             |
| 10 januari   | Justin Bieber                        | Love Yourself             |
| 17 januari   | Justin Bieber                        | Love Yourself             |
| 24 januari   | Justin Bieber                        | Love Yourself             |
| 31 januari   | Jonas Blue & Dakota                  | Fast Car                  |
| 7 februari   | Zayn                                 | Pillowtalk                |
| 14 februari  | Flume & Kai                          | Never Be Like You         |
| 21 februari  | Lukas Graham                         | 7 Years                   |
| 28 februari  | Lukas Graham                         | 7 Years                   |
| 6 maart      | Lukas Graham                         | 7 Years                   |
| 13 maart     | Lukas Graham                         | 7 Years                   |
| 20 maart     | Lukas Graham                         | 7 Years                   |
| 27 maart     | Lukas Graham                         | 7 Years                   |
| 3 april      | Lukas Graham                         | 7 Years                   |
| 10 april     | Lukas Graham                         | 7 Years                   |
| 17 april     | Gnash & Olivia O'Brien               | I Hate U, I Love U        |
| 24 april     | Gnash & Olivia O'Brien               | I Hate U, I Love U        |
| 1 mei        | P!nk                                 | Just Like Fire            |
| 8 mei        | Drake, Wizkid & Kyla                 | One Dance                 |
| 15 mei       | Drake, Wizkid & Kyla                 | One Dance                 |
| 22 mei       | Drake, Wizkid & Kyla                 | One Dance                 |
| 29 mei       | Drake, Wizkid & Kyla                 | One Dance                 |
| 5 juni       | Calvin Harris & Rihanna              | This Is What You Came For |
| 12 juni      | Calvin Harris & Rihanna              | This Is What You Came For |
| 19 juni      | Drake, Wizkid & Kyla                 | One Dance                 |
| 26 juni      | Drake, Wizkid & Kyla                 | One Dance                 |
| 3 juli       | Drake, Wizkid & Kyla                 | One Dance                 |
| 10 juli      | The Veronicas                        | In My Blood               |
| 17 juli      | The Veronicas                        | In My Blood               |
| 24 juli      | Katy Perry                           | Rise                      |
| 31 juli      | Major Lazer, Justin Bieber & MØ      | Cold Water                |
| 7 augustus   | Major Lazer, Justin Bieber & MØ      | Cold Water                |
| 14 augustus  | The Chainsmokers & Halsey            | Closer                    |
| 21 augustus  | The Chainsmokers & Halsey            | Closer                    |
| 28 augustus  | The Chainsmokers & Halsey            | Closer                    |
| 4 september  | The Chainsmokers & Halsey            | Closer                    |
| 11 september | The Chainsmokers & Halsey            | Closer                    |
| 18 september | The Chainsmokers & Halsey            | Closer                    |
| 25 september | The Chainsmokers & Halsey            | Closer                    |
| 2 oktober    | The Chainsmokers & Halsey            | Closer                    |
| 9 oktober    | The Chainsmokers & Halsey            | Closer                    |
| 16 oktober   | James Arthur                         | Say You Won't Let Go      |
| 23 oktober   | James Arthur                         | Say You Won't Let Go      |
| 30 oktober   | James Arthur                         | Say You Won't Let Go      |
| 6 november   | James Arthur                         | Say You Won't Let Go      |
| 13 november  | James Arthur                         | Say You Won't Let Go      |
| 20 november  | James Arthur                         | Say You Won't Let Go      |
| 27 november  | James Arthur                         | Say You Won't Let Go      |
| 4 december   | Clean Bandit, Sean Paul & Anne-Marie | Rockabye                  |
| 11 december  | Clean Bandit, Sean Paul & Anne-Marie | Rockabye                  |
| 18 december  | Clean Bandit, Sean Paul & Anne-Marie | Rockabye                  |
| 25 december  | Clean Bandit, Sean Paul & Anne-Marie | Rockabye                  |